# Hiệp ước Nhật-Triều, 1905
Hiệp ước Nhật–Triều năm 1905 (tiếng Anh: Treaty of Japan–Korea; tiếng Hàn: 한일 조약), còn được gọi là Hiệp ước Eulsa (tiếng Hàn: 을사조약), Hiệp ước bất đắc chí Eulsa hay Hiệp ước bảo hộ Nhật–Triều, được ký kết giữa Đế quốc Nhật Bản và Đế quốc Đại Hàn vào năm 1905. Các cuộc đàm phán kết thúc vào ngày 17 tháng 11 năm 1905. Hiệp ước đã tước bỏ chủ quyền ngoại giao của Đại Hàn và biến nó trở thành nước bảo hộ của Đế quốc Nhật Bản. Đây là kết quả của việc Đế quốc Nhật Bản đánh bại Đế quốc Nga, trong Chiến tranh Nga-Nhật năm 1905.
Chỉ 5 năm sau khi ký Hiệp ước Bảo hộ Nhật-Triều 1905, Đế chế Nhật Bản đã xoá sổ Đế quốc Đại Hàn bằng Hiệp ước Nhật-Triều 1910, mở ra thời kỳ Nhật Bản thuộc địa hoá Bán đảo Triều Tiên trong 35 năm.

## Bối cảnh
Sau chiến thắng của Đế quốc Nhật Bản trong Chiến tranh Nga-Nhật, sự rút lui của Đế quốc Nga tại các lãnh thổ mà trước đó họ có tầm ảnh hưởng và Hiệp định Taft–Katsura, trong đó Hoa Kỳ được cho là đã đồng ý không can thiệp trong các vấn đề liên quan đến Đế quốc Đại Hàn, Chính phủ Nhật Bản tìm cách hợp thức hóa phạm vi ảnh hưởng của mình trên Bán đảo Triều Tiên.
Các đại biểu của cả hai Đế chế đã gặp nhau tại Seoul để giải quyết những khác biệt trong các vấn đề liên quan đến chính sách đối ngoại trong tương lai của Đại Hàn; tuy nhiên, với việc Hoàng cung Hàn Quốc đang bị quân đội Nhật Bản chiếm đóng và Quân đội Đế quốc Nhật Bản đóng quân tại các địa điểm chiến lược trên khắp Bán đảo Triều Tiên, phía Đại Hàn gặp bất lợi rõ rệt trong các cuộc thảo luận.

## Dùng vũ lực để thực hiện hiệp ước

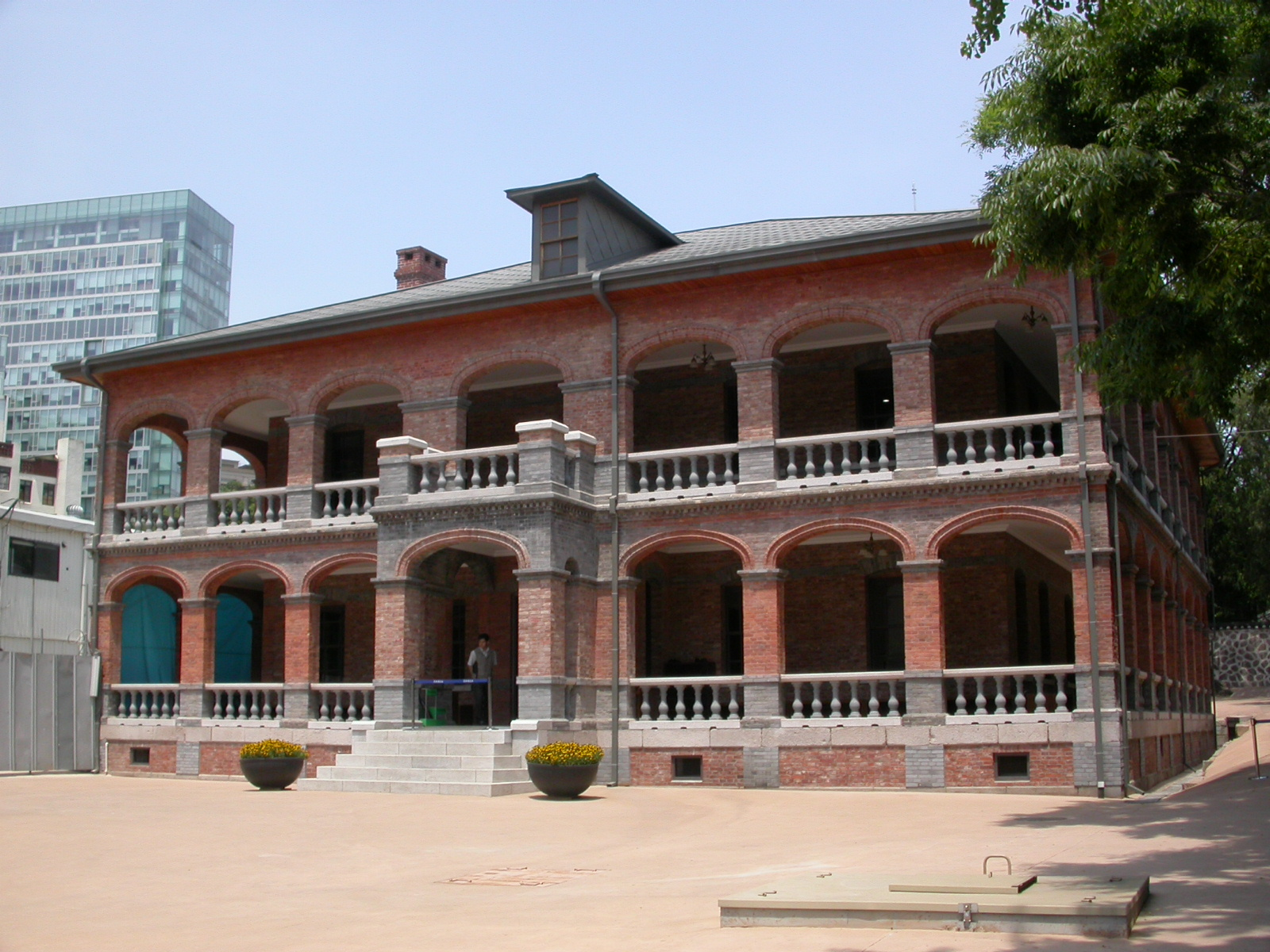
Hội trường Jungmyeongjeon tại Deoksugung, nơi hiệp ước được ký kết

Vào ngày 9 tháng 11 năm 1905, Itō Hirobumi đến Hanseong và chuyển một lá thư của Thiên hoàng cho Cao Tông, Hoàng đế Đại Hàn, yêu cầu ông ký hiệp ước. Ngày 15 tháng 11 năm 1905, ông ra lệnh cho quân Nhật bao vây hoàng cung Đại Hàn và đe dọa hoàng đế nhằm buộc ông phải đồng ý với hiệp ước.
Vào ngày 17 tháng 11 năm 1905, Ito và Thống chế Nhật Bản Hasegawa Yoshimichi bước vào Jungmyeongjeon Hall, một tòa nhà do Nga thiết kế từng là một phần của Cung điện Deoksu, để thuyết phục Hoàng đế Cao Tông đồng ý, nhưng ông từ chối. Ito gây áp lực buộc nội các phải ký hiệp ước với ngụ ý và sau đó tuyên bố đe dọa gây tổn hại. Theo 한계옥 (Han-Gyeok), thủ tướng Đại Hàn Han Gyu-seol không đồng tình và hét to. Ito ra lệnh cho lính canh nhốt ông trong phòng và nói nếu ông ấy tiếp tục la hét, họ có thể giết ông. Nội các Đại Hàn đã ký một thỏa thuận do Ito chuẩn bị tại Jungmyeongjeon. Hiệp định trao cho Đế quốc Nhật Bản hoàn toàn chịu trách nhiệm về các vấn đề đối ngoại của Đại Hàn, và đặt mọi hoạt động thương mại qua các cảng của Bán đảo Triều Tiên dưới sự giám sát của Đế quốc Nhật Bản.

## Điều khoản hiệp ước

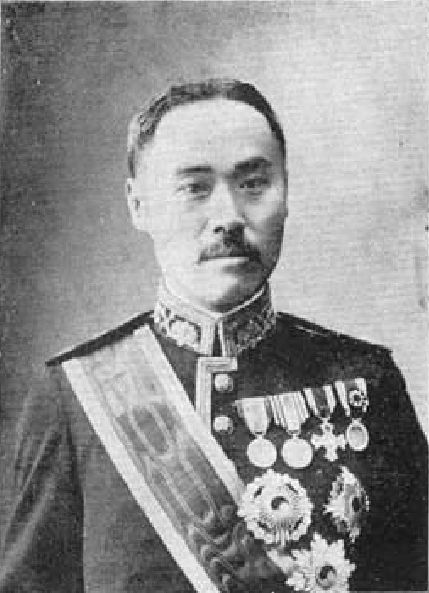
Triều Tiên Cao Tông và Thủ tướng Han Kyu-seol (ảnh), đã phản đối và từ chối ký vào hiệp ước

Hiệp ước này tước bỏ chủ quyền ngoại giao của Đế quốc Đại Hàn, trên thực tế khiến toàn bộ Bán đảo Triều Tiên trở thành đất bảo hộ của Đế quốc Nhật Bản. Kết quả là, Hàn Quốc đã phải đóng cửa các cơ quan đại diện ngoại giao của mình ở nước ngoài, bao gồm cả Công sứ tại Bắc Kinh, và Công sứ ở Washington, D.C mới được lập trong một thời gian ngắn trước đó.
Các điều khoản của hiệp ước có hiệu lực vào ngày 17 tháng 11 năm 1905, và nó đặt nền móng cho Hiệp ước Nhật-Triều, 1907, và việc sáp nhập Đại Hàn vào Nhật Bản sau đó vào năm 1910.
Hiệp ước được coi là đã có hiệu lực sau khi nhận được chữ ký của 5 bộ trưởng trong nội các chính phủ Đại Hàn:
- Bộ trưởng Bộ Giáo dục Lee Wan-yong (이완용; 李完用)
- Bộ trưởng Bộ Lục quân Yi Geun-taek (이근택; 李根澤)
- Bộ trưởng Bộ Nội vụ Yi Ji-yong (이지용; 李址鎔)
- Bộ trưởng Bộ Ngoại giao Pak Chesoon (박제순; 朴齊純)
- Bộ trưởng Bộ Nông nghiệp, Thương mại và Công nghiệp Gwon Jung-hyeon (권중현; 權重顯)

Hoàng đế Cao Tông của Đại Hàn không đồng ý hay ký vào hiệp ước. Các quan chức khác phản đối hiệp ước bao gồm:
- Thủ tướng Han Kyu-seol (한규설; 韓圭卨)
- Bộ trưởng Bộ Tài chính Min Yeong-gi (민영기; 閔泳綺)
- Bộ trưởng Bộ Tư pháp Yi Ha-yeong (이하영; 李夏榮

### Tranh cãi

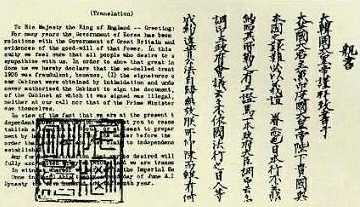
Phân tích của Hoàng đế Cao Tông về "Hiệp ước 1905"

Hoàng đế Cao Tông đã gửi thư cá nhân tới các nguyên thủ quốc gia lớn đương thời để kêu gọi họ phản đối hiệp ước bất bình đẳng này. Tính đến ngày 21 tháng 2 năm 1908, ông đã gửi 17 bức thư mang dấu ấn hoàng gia của mình tới 8 nguyên thủ quốc gia sau:
- Vua Edward VII của Vương quốc Anh
- Tổng thống Armand Fallières của Pháp
- Hoàng đế Nicholas II của Nga
- Hoàng đế Franz Joseph của Áo-Hungary
- Vua Victor Emmanuel III của Ý
- Vua Leopold II của Bỉ
- Hoàng đế Quang Tự của Đế quốc Đại Thanh
- Hoàng đế Wilhelm II của Đức, được đích thân Cao Tông viết tay[13]

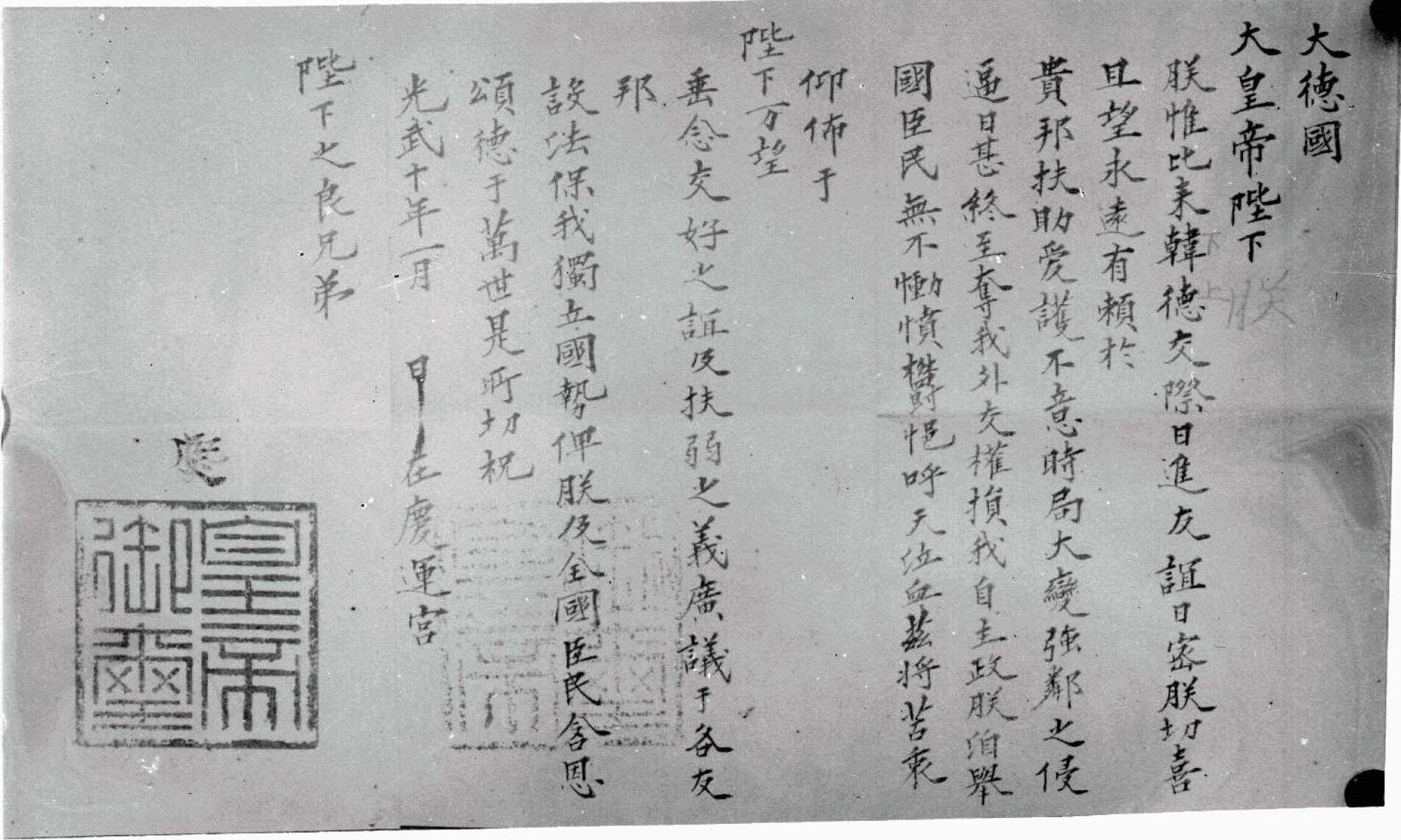
Thư viết bởi Triều Tiên Cao Tông gửi cho Wilhelm II, Hoàng đế Đức.

Năm 1907, Hoàng đế Cao Tông cử 3 đặc sứ bí mật tới Công ước Hòa bình La Haye, Hội nghị Hoà bình quốc tế lần thứ hai để phản đối sự bất công của Hiệp ước Eulsa. Nhưng các cường quốc trên thế giới đều từ chối cho phép Đại Hàn tham gia hội nghị.
Không chỉ Hoàng đế mà cả những người dân Hàn Quốc khác cũng phản đối Hiệp ước. Jo Byeong-se và Min Yeong-hwan, những quan chức cấp cao và lãnh đạo cuộc kháng chiến chống lại hiệp ước Eulsa, đã tự sát để phản kháng. Những người Lưỡng ban địa phương và thường dân đã gia nhập Đội quân chính nghĩa. Họ được gọi là "Eulsa Euibyeong" (을사의병, 乙巳義兵) có nghĩa là "Quân đội chính nghĩa chống lại Hiệp ước Eulsa".
Sau khi hoàn thành hiệp ước, Hoàng đế Cao Tông đã cố gắng cho thế giới biết sự bất công của hiệp ước, bao gồm cả việc cử một đặc phái viên đến The Hague. Điều này trực tiếp góp phần khiến vua Cao Tông buộc phải thoái vị.

## Bãi bỏ

### Tuyên bố hủy bỏ của Hoàng đế Cao Tông
Cao Tông đã cố gắng thông báo cho cộng đồng quốc tế về sự bất công của Hiệp định Triều-Nhật lần thứ 2, nhưng theo logic của tình hình quốc tế lúc đó, những đáp trả của Cao Tông không có tác dụng. Tuyên bố hủy bỏ Hiệp ước Eulsa của Cao Tông nhưng nó không được quốc tế công nhận:
- Một văn kiện quốc gia viết ngày 29 tháng 1 năm 1906,
- Lá thư cá nhân được trao cho Ủy viên đặc biệt Homer Hulbert vào ngày 22 tháng 6 năm 1906,
- Thư gửi Tổng thống Pháp ngày 22/6/1906
- Giấy ủy quyền của Triều Tiên Cao Tông được trao cho Đặc phái viên La Hay Lee Sang-seol vào ngày 20 tháng 4 năm 1907, v.v.

Hiệp ước này sau đó đã được xác nhận là "đã vô hiệu" bởi Hiệp ước về Quan hệ cơ bản giữa Nhật Bản và Đại Hàn ký kết năm 1965.
Trong một tuyên bố chung vào ngày 23 tháng 6 năm 2005, các quan chức Hàn Quốc và Bắc Triều Tiên nhắc lại lập trường của họ rằng Hiệp ước Eulsa là vô hiệu dựa trên yêu sách ép buộc của Đế chế Nhật Bản.
Tính đến năm 2010, Hàn Quốc đã tịch thu tài sản và các tài sản khác từ con cháu của những người được xác định là cộng tác thân Nhật Bản (Chinilpa) tại thời điểm ký hiệp ước.

## Hậu quả

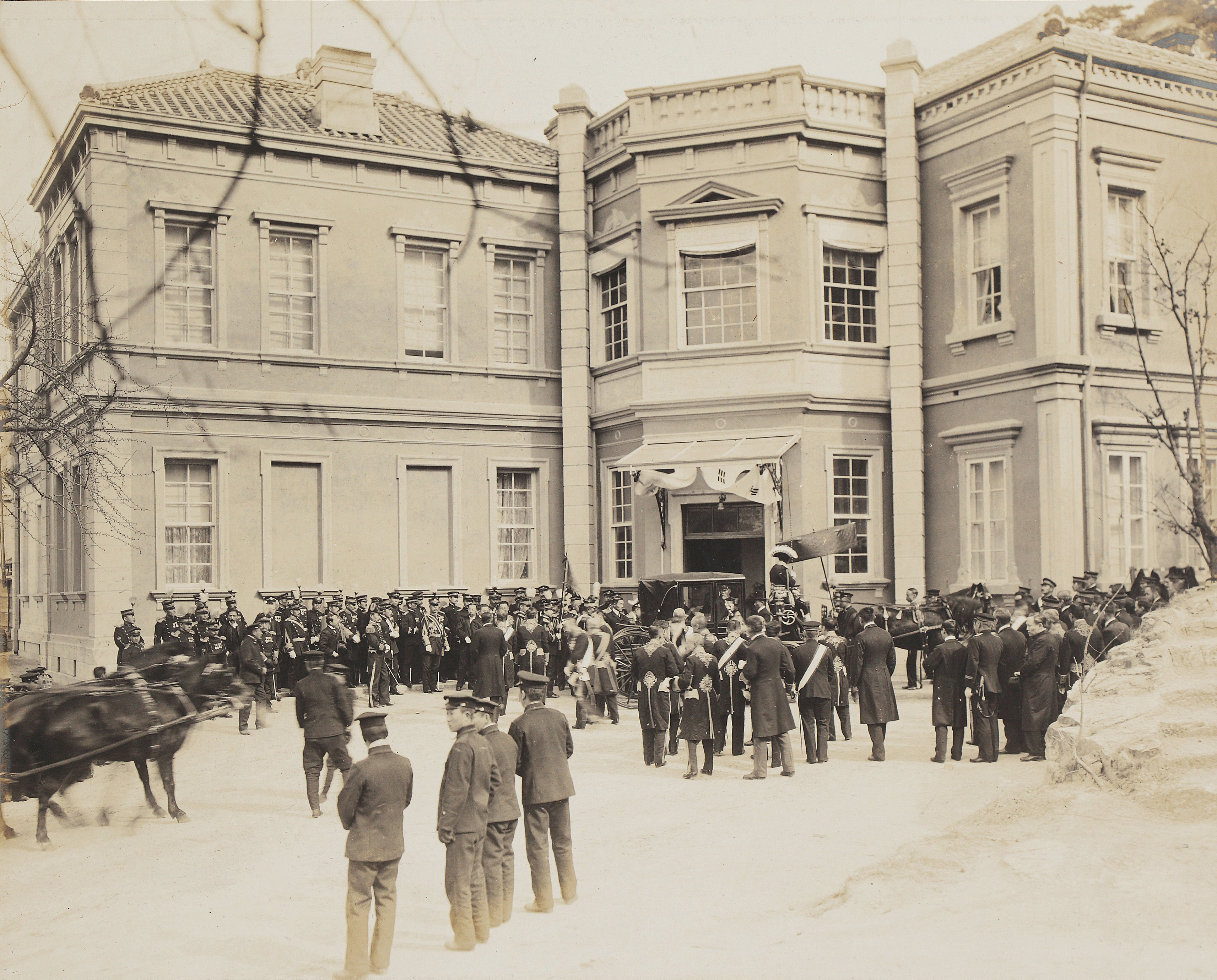
Nơi cư trú của Tổng thường trú tại Jung-gu, Seoul

Sau hiệp ước, ảnh hưởng của Nhật Bản đối với Bán đảo Triều Tiên tăng lên đáng kể. Toàn bộ cơ quan đại diện ngoại giao của Đại Hàn bị giải tán. Toàn bộ quan hệ đối ngoại của Đại Hàn được quản lý bởi một Tổng thường trú Nhật Bản. Itō Hirobumi được bổ nhiệm làm Tổng thường trú đầu tiên.